# Gurubira axillaris
Gurubira axillaris är en skalbaggsart som först beskrevs av Johann Christoph Friedrich Klug 1825.  Gurubira axillaris ingår i släktet Gurubira och familjen långhorningar.
Artens utbredningsområde är Paraguay. Inga underarter finns listade i Catalogue of Life.